# Station Rotterdam Kleiweg
Station Rotterdam Kleiweg was een spoorwegstation in Rotterdam-Schiebroek en onderdeel van de Hofpleinlijn. Het station werd geopend op 1 oktober 1908 als Station Schiebroek. De naam Rotterdam Kleiweg (naar de Kleiweg die bij dit station de spoorlijn kruist) werd gehanteerd sinds 22 mei 1955 toen er één kilometer noordelijk van het station een grote uitbreidingswijk met de naam Schiebroek werd gebouwd. De gemeente Schiebroek werd in 1941 door Rotterdam geannexeerd en van gevoeligheid wat betreft de naamgeving van het station - bij de aanleg van de spoorlijn stelde de toenmalige gemeente Schiebroek prijs op een naar de gemeente genoemd station op haar grondgebied - was toen geen sprake meer.
In het kader van RandstadRail is het station per 3 juni 2006 gesloten en daarna gesloopt. Er zijn geen restanten meer van te vinden. Ongeveer 300 meter noordelijker is de nieuwe halte Melanchthonweg gebouwd, deze halte is op 10 september 2006 geopend. Door de verplaatsing van het station ontstond er een overstapmogelijkheid op tramlijn 25.

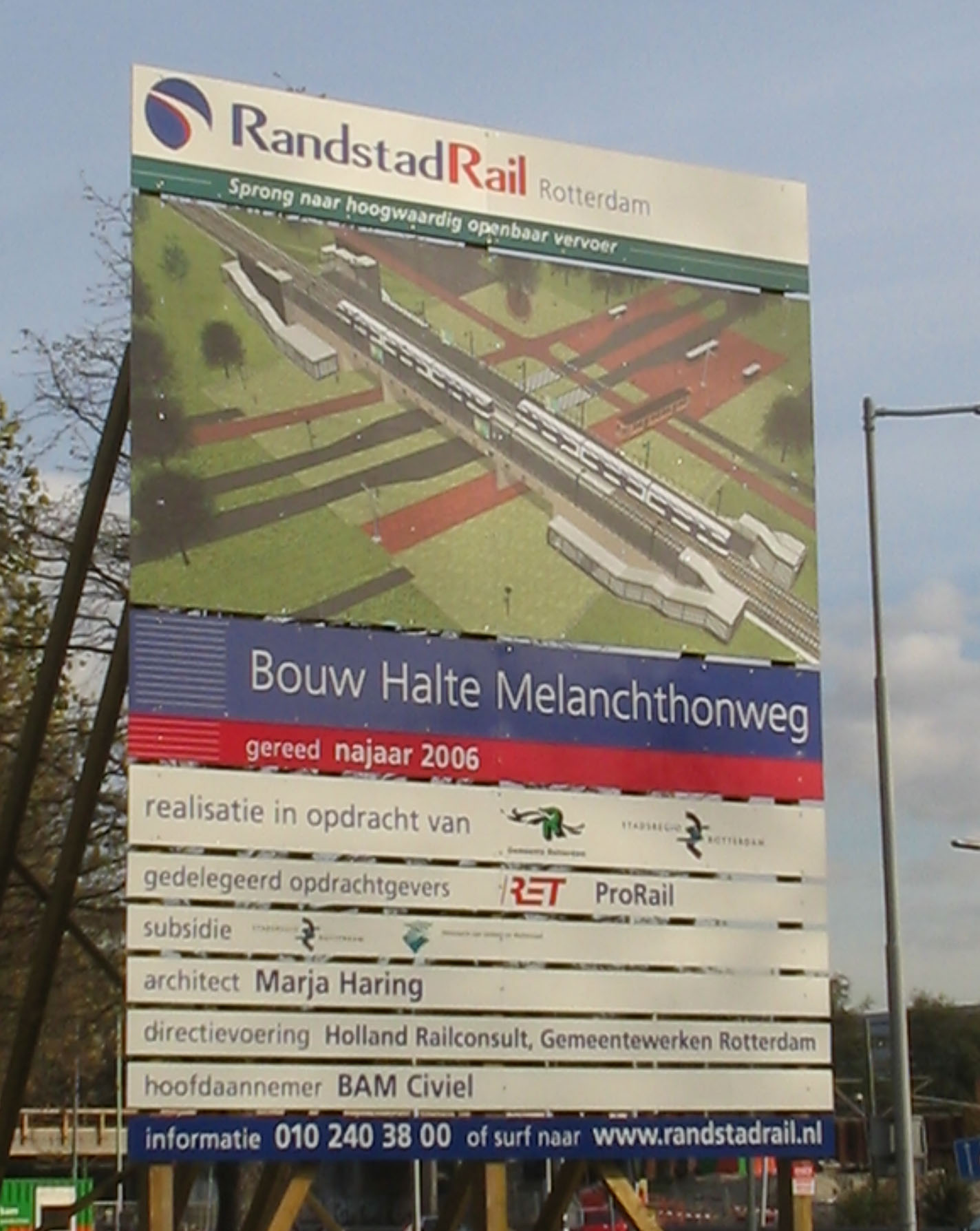
Informatiebord over de nieuwe halte Melanchtonweg

Van voormalig station Rotterdam Kleiweg is naast de overweg in de metrobaan nog wel de bijbehorende dubbele dienstwoning 1A uit 1913 te vinden.
Bij metrostation Rodenrijs, voormalig NS-station Berkel en Rodenrijs, staat een identieke dubbele dienstwoning.
Het stationsgebouw van Rotterdam Kleiweg is gesloopt na de automatisering van de lijn in 1977, waarbij de bediening van wissels en seinen voortaan op afstand gebeurde vanuit de verkeersleidingspost Den Haag Centraal en de handbediende overweg in de Kleiweg werd vervangen door een ahob. De handbediende overweg in de Erasmussingel werd toen afgesloten.
In het stationsgebouw van Kleiweg bevond zich dienstwoning nummer 1.
0: Rotterdam Hofplein ·
1: Rotterdam Bergweg ·
3: Rotterdam Kleiweg (eerder: Schiebroek) ·
4: Rotterdam Wilgenplas ·
5: Berkel en Rodenrijs (eerder: Rodenrijs) ·
6: Berkel ·
8: Pijnacker ·
11: Nootdorp Oost ·
15: Veenweg ·
17: Leidschendam-Voorburg ·
19: Voorburg 't Loo ·
20: Den Haag Laan van NOI ·
22: Den Haag HS ·
22: Den Haag Centraal
Traject naar Scheveningen: 
23: Wassenaar ·
24: Renbaan-Achterweg ·
26: Waalsdorpscheweg ·
27: Wittebrug-Pompstation ·
28: Scheveningen
Alphen a/d Rijn ·
Arkel · 
Barendrecht · 
Bodegraven · 
Boskoop · 
-Snijdelwijk · 
Boven Hardinxveld · 
Capelle Schollevaar · 
De Vink · 
Delft · 
-Campus · 
Den Haag:
-Centraal · 
-HS ·
-Laan van NOI · 
-Mariahoeve · 
-Moerwijk · 
-Ypenburg · 
Dordrecht · 
-Stadspolders ·
-Zuid ·
Gorinchem · 
Gouda · 
-Goverwelle · 
Hardinxveld:
-Blauwe Zoom · 
-Giessendam · 
Hillegom · 
Lansingerland-Zoetermeer · 
Leiden:
-Centraal · 
-Lammenschans · 
Nieuwerkerk a/d IJssel · 
Rijswijk · 
Rotterdam:
-Alexander · 
-Blaak · 
-Centraal · 
-Lombardijen · 
-Noord · 
-Stadion · 
-Zuid · 
Sassenheim · 
Schiedam Centrum · 
Sliedrecht · 
-Baanhoek · 
Voorburg · 
Voorhout · 
Voorschoten ·
Waddinxveen · 
-Noord ·
-Triangel ·
Zoetermeer · 
-Oost · 
Zwijndrecht
Geplande stations:
Gorinchem Noord · Hazerswoude-Koudekerk · Schiedam Kethel
Voormalige stations: zie de lijst van voormalige spoorwegstations in Zuid-Holland